# Ciril Freixa
Ciril Freixa Pàmies (Reus, 1820 - Barcelona, 21 de novembre de 1890) va ser un funcionari i periodista català.

## Biografia
Va néixer el 1820, segons el registre de defunció, fill de Josep Freixa i Maria Pàmies, petits propietaris reusencs.
El 1859 Ciril Freixa va fundar la societat de socors mutus "La Humanidad" a l'òrbita ideològica del Partit Democràtic. Va ser la societat de protecció mútua més important i de més llarga durada de la ciutat. Va ser obligada a tancar el 1939. Domiciliada al carrer de l'Hospital, tenia una cooperativa de consum de queviures pels associats.
Ciril Freixa va ser un dels fundadors i el primer president del Centre de Lectura de Reus. Amic del republicà federal i periodista Josep Güell i Mercader, s'enfrontà diverses vegades amb el corregidor de la ciutat, una mena de sots-governador d'ideologia conservadora. Col·laborà activament a l'Eco del Centro de Lectura amb articles de caràcter social, defensant la necessitat d'instrucció de la classe treballadora. Va publicar també a la Revista del Ateneo, portaveu de l'Ateneo Artístico y Literario. Va publicar importants articles teòrics a La Antorcha del Trabajo, i a la Revista del Fomento Artístico, dues publicacions impulsades pels membres del Partit Republicà Federal. Traslladat a Barcelona el 1873, va ser oficial primer de l'Audiència i secretari de la Companyia del Ferrocarril d'Igualada a Martorell. Va prendre part en la fundació del periòdic liberal barceloní Crónica de Cataluña, periòdic que es fusionà amb La Corona de Aragón, i més endavant va ser director d'aquesta publicació.
Va morir a Barcelona el 1890. Estava casat amb Magdalena Muntaner.